# Замориевка
Замориевка (укр. Заморіївка) — село, Бодаквянский сельский совет, Лохвицкий район, Полтавская область, Украина.
Код КОАТУУ — 5322681104. Население по переписи 2001 года составляло 59 человек.

## Географическое положение
Село Замориевка находится на правом берегу реки Буйлов Яр, выше по течению на расстоянии в 1 км расположено село Яремовщина, ниже по течению на расстоянии в 1 км расположено село Нижняя Будаковка.

## История
- 1926 — дата основания.